# ادوارد شارمازانوف
ادوارد شارمازانوف (ارمنی: Էդուարդ Շարմազանով؛ زادهٔ ۸ نوامبر ۱۹۷۵) سیاستمدار یونانی‌تبار اهل ارمنستان است. وی از تاریخ ۲۰۰۷ تا تاریخ ۲۰۱۸ نماینده دوره‌های چهارم تا ششم مجلس ملی جمهوری ارمنستان بوده‌است.

## زندگی‌نامه
وی  در ۸ نوامبر ۱۹۷۵ در آلاوردی به دنیا آمد و از دانشگاه دولتی علوم پرورشی خاچاطور آبوویان ارمنستان فارغ‌التحصیل گشت. وی همچنین برندهٔ جوایزی همچون مدال گارگین نژده، مدال مخیتار گش، مدال طلای یادبود فریتیوف نانسن و مدال یادبود نخست‌وزیر ارمنستان شده‌است.